# Olympische Winterspiele 2022/Teilnehmer (Montenegro)
| Gelbes Symbol für Goldmedaillen mit stilisierten Olympischen Ringen | Graues Symbol für Silbermedaillen mit stilisierten Olympischen Ringen | Braundes Symbol für Bronzemedaillen mit stilisierten Olympischen Ringen |
| ------------------------------------------------------------------- | --------------------------------------------------------------------- | ----------------------------------------------------------------------- |
| —                                                                   | —                                                                     | —                                                                       |

Montenegro nahm an den Olympischen Winterspielen 2022 in Peking zum vierten Mal in seiner Geschichte an Olympischen Winterspielen teil. Vom Olympischen Komitee Montenegros wurden eine Athletin und zwei Athleten nominiert.

## Teilnehmer nach Sportarten

### Ski Alpin
| Athleten        | Wettbewerbe  | 1. Lauf     | 1. Lauf | 2. Lauf       | 2. Lauf       | Gesamt        | Gesamt        |
| Athleten        | Wettbewerbe  | Zeit        | Rang    | Zeit          | Rang          | Zeit          | Rang          |
| --------------- | ------------ | ----------- | ------- | ------------- | ------------- | ------------- | ------------- |
| Frauen          |              |             |         |               |               |               |               |
| Jelena Vujičić  | Riesenslalom | DNF         | DNF     | ausgeschieden | ausgeschieden | ausgeschieden | ausgeschieden |
| Jelena Vujičić  | Slalom       | DNF         | DNF     | ausgeschieden | ausgeschieden | ausgeschieden | ausgeschieden |
| Männer          |              |             |         |               |               |               |               |
| Eldar Salihović | Riesenslalom | 1:18,84 min | 47      | 1:22,70 min   | 42            | 2:41,54 min   | 41            |
| Eldar Salihović | Slalom       | 1:09,61 min | 50      | 1:02,21 min   | 39            | 2:11,82 min   | 42            |

### Skilanglauf
| Athleten           | Wettbewerbe     | Zeit        | Rang |
| ------------------ | --------------- | ----------- | ---- |
| Männer             |                 |             |      |
| Aleksandar Grbović | 15 km Klassisch | 52:44,9 min | 93   |

| Athleten           | Wettbewerbe | Qualifikation | Qualifikation | Viertelfinale | Viertelfinale | Halbfinale    | Halbfinale    | Finale        | Finale        | Rang |
| Athleten           | Wettbewerbe | Zeit          | Rang          | Zeit          | Rang          | Zeit          | Rang          | Zeit          | Rang          | Rang |
| ------------------ | ----------- | ------------- | ------------- | ------------- | ------------- | ------------- | ------------- | ------------- | ------------- | ---- |
| Männer             |             |               |               |               |               |               |               |               |               |      |
| Aleksandar Grbović | Sprint      | 3:24,12 min   | 84            | ausgeschieden | ausgeschieden | ausgeschieden | ausgeschieden | ausgeschieden | ausgeschieden | 84   |